# Ольденбург (графство)
Графство Ольденбург (нем. Grafschaft Oldenburg) — графство в составе Священной Римской империи.

Графство Ольденбург в 1250 г.

## История
Город Ольденбург (записанный как Aldenburg) впервые упоминается в документах в 1108 году — в этом году на покой в монастырь ушёл саксонский граф Эгильмар I, и Ольденбург упомянут в списке его владений. Его потомки стали вассалами Саксонского герцогства, но после разделения Саксонии Фридрихом I в 1180 году обрели самостоятельность, получив титул князей Священной Римской империи. На тот момент в состав их владений входил и Дельменхорст, однако впоследствии он периодически выделялся в качестве апанажа младшим представителям рода (в 1262—1447, 1463—1547, и 1577—1617 годах). В начале XIII века графы Ольденбургские расширили свои владения на север и запад за счёт земель полунезависимых правителей фризов.
В 1448 году сын и наследник графа Дитриха стал королём Дании под именем Кристиан I, и с тех пор Ольденбург стал датским эксклавом. В 1450 году Кристиан стал королём ещё и Норвегии, в 1457 — Швеции, а в 1460 году унаследовал герцогство Шлезвиг и графство Гольштейн. Ольденбург был в 1454 году передан Кристианом своему брату Герхарду, который постоянно ссорился с архиепископом Бременским и другими соседями. В 1575 году под власть правителей Ольденбурга перешло владение Евер.
В XVI веке по графству распространился протестантизм, однако оно осталось верным императору Карлу V и выступило на его стороне во время Шмалькальденской войны, что позволило правителям Ольденбурга вновь вернуть под свою руку Дельменхорст.
Антон Гюнтер, ставший графом с 1603 года, смог остаться нейтральным во время Тридцатилетней войны, в результате чего графство избежало разорения и значительно увеличило свои земли. Однако он не оставил наследников, и после его смерти Ольденбург перешёл к Дании, король которой, Кристиан V, заключил полюбовную сделку с другими претендентами — представителями гольштейн-готторпской и гольштейн-зондербургской линий графского рода Ольденбургов. Владение Евер, в качестве женского лена, досталось Ангальт-Цербстскому дому, а Книпгаузен был отдан побочному сыну Гюнтера, графу Антону Альденбургу.
Датское правление окончилось в 1773 году, когда в рамках решения Готторпского вопроса Ольденбург был уступлен датским королём Кристианом VII великому князю Павлу Петровичу (впоследствии император Павел I), как главе гольштейн-готторпской линии. В том же году новые владения переданы были великим князем его двоюродному деду Фридриху-Августу (1711—1785), представителю младшей готторпской линии. В 1777 году граф Фридрих Август I был возведён в герцогское достоинство, и графство Ольденбург стало герцогством.